# Journal de mathématiques pures et appliquées
Het Journal de mathématiques pures et appliquées is een internationaal, aan collegiale toetsing onderworpen wetenschappelijk tijdschrift op het gebied van de
wiskunde. De naam wordt in literatuurverwijzingen meestal afgekort tot J. Math. Pure. Appl. of JMPA. Het publiceert Engelstalige en Franstalige artikelen.
Het is een van de oudste wetenschappelijke tijdschriften. Het blad werd in 1836 opgericht door de Franse wiskundige Joseph Liouville (om die reden wordt het blad soms le Journal de Liouville genoemd). Het is op dit moment nog steeds een van de meest prestigieuze tijdschriften in de wiskundige gemeenschap. Het huidige hoofd van de redactie is de wiskundige Pierre-Louis Lions, winnaar van een Fields-medaille.
Het wordt sinds 1997 uitgegeven door het Elsevier-concern, na te zijn overgenomen van het uitgevershuis Gauthier-Villars en verschijnt 12 keer per jaar.
De Journal de mathématiques pures et appliquées kan gezien worden als een voortzetting van de Annales de mathématiques pures et appliquées (ook wel de Annales de Gergonne) genoemd), die in 1832 niet meer was verschenen en waar Liouville als auteur aan verbonden was.

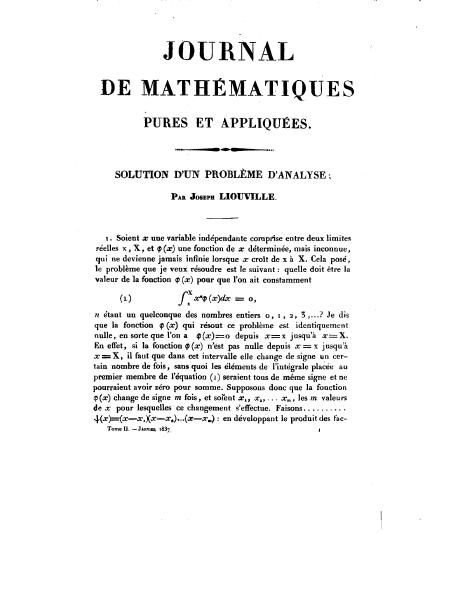
Journal de mathématiques pures et appliquées